# Maurice Sandeyron
Maurice Sandeyron (* 21. April 1921 in Paris; † 15. Februar 1999 ebda.) war ein französischer Boxer. Er war Europameister der Profiboxer im Fliegengewicht.

## Werdegang
Maurice Sandeyron aus Paris wurde im Alter von 21 Jahren im Jahre 1942 Profiboxer. Über eine vorhergehende Amateurlaufbahn ist nichts bekannt. Er war nur 1,55 Meter groß, wog während seiner ganzen Profilaufbahn zwischen 50 kg und 55 kg und startete deshalb in der leichtesten Gewichtsklasse, die es damals im Profiboxen gab, dem Fliegengewicht.
Seinen ersten Kampf bestritt er am 15. Oktober 1942 in Paris und besiegte dabei nach 8 Runden seinen Landsmann Jean Mouchon nach Punkten. Bis zum Kriegsende 1945 bestritt er, immer in Paris, noch 16 Kämpfe, von denen er 12 gewann und vier verlor. Prominente Gegner waren nicht dabei.
Am 16. Juni 1945 trat er in Marseille gegen Theo Medina im Kampf um die französische Meisterschaft an. Er musste dabei aber eine Techn. K.-o.-Niederlage in der 9. Runde hinnehmen. Auch seine beiden nächsten Versuche französischer Meister im Fliegengewicht zu werden, scheiterten. Zunächst verlor er am 14. April 1946 in Nizza gegen Emile Famechon nach 12 Runden nach Punkten. Am 7. Juli 1946 kämpfte er in Monte Carlo gegen den gleichen Gegner unentschieden, der damit Meister blieb. Am 16. Januar 1947 gelang es Maurice Sandeyron in St. Etienne im dritten Versuch Emile Famechon nach 12 Runden nach Punkten zu besiegen und damit französischer Meister zu werden.
Am 21. Mai 1947 wurde er dann in Brüssel auch Europameister (EBU). Er schlug den Belgier Raoul Degreyse nach 15 Runden nach Punkten. Diesen Titel verteidigte er am 6. Juli 1948 in London durch einen Punktsieg nach 15 Runden über den Engländer Dickie O’Sullivan. Am 18. Oktober 1948 verlor Maurice Sandeyron in London gegen den gleichen Gegner in einem Nichttitelkampf nach 8 Runden nach Punkten, verteidigte gegen den gleichen Gegner jedoch am 28. November 1948 in London seinen Europameistertitel durch einen Punktsieg nach 15 Runden erfolgreich. Am 5. April 1949 musste er in Belfast seinen Europameistertitel gegen den Nordiren Rinty Monaghan verteidigen und verlor gegen diesen nach 15 Runden nach Punkten. Monaghan war damit neuer Europameister im Fliegengewicht.
Am 5. Mai 1950 musste Maurice Sandeyron in Paris den französischen Meistertitel im Fliegengewicht nach einer Punktniederlage gegen Theo Medina an diesen abgeben. Am 11. November 1950 schlug er in Paris Theo Medina in einem Nichttitelkampf nach 10 Runden nach Punkten und nahm damit Revanche für seine Niederlage vom 5. Mai 1950. Am 8. Juli 1951 scheiterte er in Avignon beim Versuch wiederum französischer Meister im Fliegengewicht zu werden. Er verlor gegen Emile Chemama durch Abbruch in der 8. Runde. Am 18. Oktober 1952 war er in einem Titelkampf um die französische Meisterschaft erfolgreicher. Er besiegte Andre Valignat nach 15 Runden nach Punkten und war damit wieder französischer Meister im Bantamgewicht.
Am 19. Januar 1953 erlitt er in einem Nichttitelkampf in Paris gegen den neuen französischen Stern am Boxerhimmel Robert Cohen (Boxer) eine bittere Abbruch-Niederlage in der 9. Runde. In diesem Kampf war er insgesamt dreimal am Boxen. Am 17. Juni 1953 trat er in Glasgow aber in guter Form gegen den Briten Peter Keenan (Boxer) um den vakanten Europameistertitel (EBU) an und verlor diesen Kampf nach 15 Runden knapp nach Punkten, wobei er und seine Betreuer der Meinung waren, dass er gewonnen habe. Am 6. November 1953 verteidigte Maurice Sandeyron in Paris seinen französischen Meistertitel gegen Robert Cohen und verlor nach 15 Runden nach Punkten.
Nach diesem Kampf beendete er seine Boxerlaufbahn. Er absolvierte eine Ausbildung zum Sportlehrer und war danach an verschiedenen Schulen in Paris als solcher tätig. Ab Mitte der 1960er Jahre war für mehrere Jahre verantwortlicher Trainer der französischen Nationalmannschaft der Amateurboxer.

### Titelkämpfe von Maurice Sandeyron
| Jahr | Ort         | Meistertitel von | Gewichtsklasse | Ergebnis                                                                  |
| 1945 | Marseille   | Frankreich       | Fliegen        | Techn. K.O.-Niederlage in der 9. Runde gegen Theo Medina                  |
| 1946 | Nizza       | Frankreich       | Fliegen        | Punktniederlage nach 12 Runden gegen Emile Famechon                       |
| 1946 | Monte Carlo | Frankreich       | Fliegen        | Unentschieden nach 12 Runden gegen Emile Famechon                         |
| 1947 | St. Etienne | Frankreich       | Fliegen        | Punktsieg nach 12 Runden über Emile Famechon                              |
| 1947 | Brüssel     | Europa (EBU)     | Fliegen        | Punktsieg nach 15 Runden über Raoul Degreyse, Belgien                     |
| 1948 | London      | Europa (EBU)     | Fliegen        | Punktsieg nach 15 Runden über Dickie O’Sullivan, Vereinigtes Königreich   |
| 1948 | London      | Europa (EBU)     | Fliegen        | Punktsieg nach 15 Runden über Dickie O’Sullivan                           |
| 1949 | Belfast     | Europa (EBU)     | Fliegen        | Punktniederlage nach 15 Runden gegen Rinty Monaghan, Nordirland           |
| 1950 | Paris       | Frankreich       | Bantam         | Punktniederlage nach 15 Runden gegen Theo Medina                          |
| 1951 | Avignon     | Frankreich       | Bantam         | Aufgabe-Niederlage in der 8. Runde gegen Emile Chemama                    |
| 1952 | Caen        | Frankreich       | Bantam         | Punktsieg nach 15 Runden über Andre Valignat                              |
| 1953 | Glasgow     | Europa (EBU)     | Bantam         | Punktniederlage nach 15 Runden gegen Peter Keenan, Vereinigtes Königreich |
| 1953 | Paris       | Frankreich       | Bantam         | Punktniederlage nach 15 Runden gegen Robert Cohen                         |